# Lansing (Michigan)
Lansing is een stad (city) in het noorden van de Verenigde Staten en de hoofdstad van de staat Michigan. In 2000 bedroeg het inwonertal 119.000. Lansing bevindt zich tussen Chicago en Detroit tussen de Grote Meren. De stad doet Europees aan en heeft de best opgeleide bevolking van de VS en groot aantal opleidingscentra. De stad is een centrum voor de automobielindustrie.

## Geschiedenis
In 1836 werden migranten uit Lansing (New York) naar Michigan gelokt. Ze zouden zich kunnen vestigen in Biddle City, een plaats met straten, woonblokken en een kerk. In werkelijkheid waren de migranten opgelicht en hadden ze grond gekocht in een bebost en moerassig gebied zonder wegen. De meeste migranten vestigden zich in de wijde omgeving terwijl een kleine groep van minder dan 20 mensen de plaats Lansing Township stichtte aan de Grand River. In 1847 kreeg de kleine plaats een impuls toen het de hoofdstad van de staat werd in plaats van Detroit. Detroit lag immers te dicht bij Canada en was hierdoor militair kwetsbaar. In de Oorlog van 1812 was Detroit veroverd door de Britten. De stad groeide snel uit Lansing Township en twee naastliggende dorpen, en in 1859 woonden er al 3000 mensen. De plaats werd toen erkend als city. Er werd een capitool gebouwd (1878) en er werden spoorwegen en wegen aangelegd.
Een nieuwe groei kwam er met de komst van industrie. De Olds Motor Vehicle Company opende de deuren in 1897 en REO Motor Car Company in 1905. In beide bedrijven speelde Ransom Olds een zeer belangrijke rol. De stad werd een centrum voor de automobielindustrie. Autogigant General Motors bouwde in de jaren 2000 twee autoassemblagefabrieken in de buurt van de stad: Lansing Grand River Assembly en Lansing Delta Township Assembly.
Sinds 1937 is de stad de zetel van een rooms-katholiek bisdom.

## Demografie
Van de bevolking is 9,7 % ouder dan 65 jaar en bestaat voor 33,2 % uit eenpersoonshuishoudens. De werkloosheid bedraagt 3,3 % (cijfers volkstelling 2000).
Ongeveer 10 % van de bevolking van Lansing bestaat uit hispanics en latino's, 21,9 % is van Afrikaanse oorsprong en 2,8 % van Aziatische oorsprong.
Het aantal inwoners daalde van 126.932 in 1990 naar 119.128 in 2000.

## Klimaat
In januari is de gemiddelde temperatuur -6,2 °C, in juli is dat 21,6 °C. Jaarlijks valt er gemiddeld 777,7 mm neerslag (gegevens op basis van de meetperiode 1961-1990).

## Stedenbanden
- Asan (Zuid-Korea)
- Akuapem (Ghana)
- Belmopan (Belize)
- Guadalajara (Mexico)
- Kuybushevsky (Rusland)
- Otsu (Japan)
- Sanming (China)
- Saltillo (Mexico)
- Sint-Petersburg (Rusland), sinds 1992

## Bekende inwoners van Lansing

### Geboren
- Burt Reynolds (1936-2018), acteur
- Alexei Panshin (1940-2022), (sciencefiction)schrijver
- John Hughes (1950-2009), filmregisseur, -producent en scenarioschrijver
- Steven Seagal (1952), acteur
- Timothy Busfield (1957), acteur, filmregisseur en filmproducent
- Magic Johnson (1959), basketballer
- Matthew Lillard (1970), acteur
- Gretchen Whitmer (1971), gouverneur van Michigan
- Larry Page (1973), oprichter van Google Inc.
- Susan May Pratt (1974), actrice
- DJ Perry (1970),  filmregisseur, -acteur, -producent, stuntman en scenarioschrijver
- Josh Lambo (1990), voetballer
- Madison Hubbell (1991), kunstschaatsster